# Marco Holzer
Marco Holzer, född 30 juli 1988 i Bobingen, är en tysk racerförare.

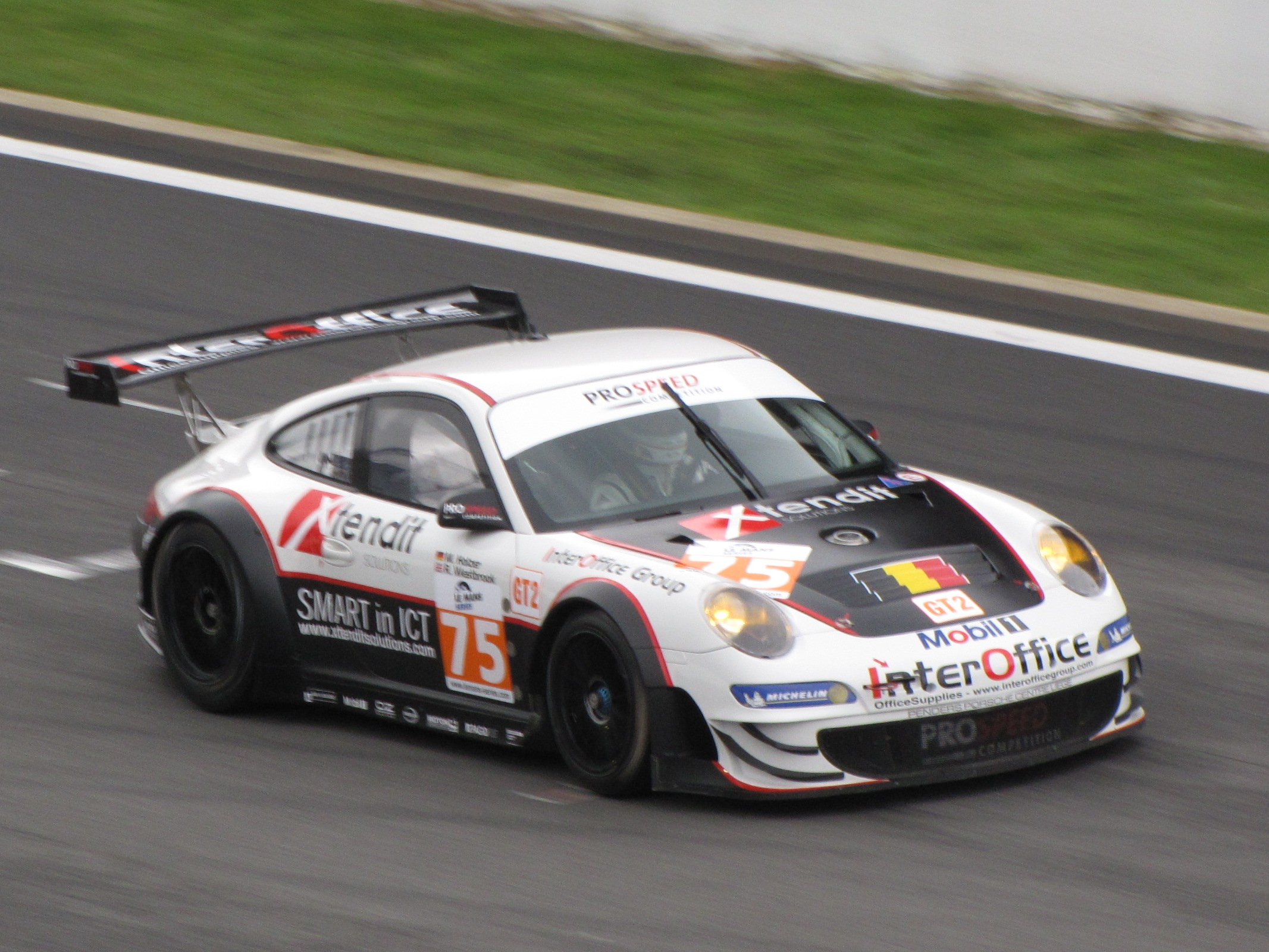
Marco Holzer vid Spa 1000 km 2010.